# Антоконенко Михайло Іванович
Михайло Іванович Антоконенко (бл. 1864, Лубни, Полтавська губернія, Російська імперія — не раніше листопада 1913) — службовець залізниці та бібліотечний діяч. Звинувачувався у зберіганні нелегальної літератури народовольчого та українофільського характеру. Член правління Харківської громадської бібліотеки, товариш голови правління бібліотеки у 1906—1907 роках.

## Життєпис

### Раннє життя і арешт
Михайло Іванович Антоконенко народився близько 1864 року в Лубнах. Закінчив місцеву в гімназію в 1883 році та вступив до Імператорського Санкт-Петербурзького університету. Пізніше перевівся на фізико-математичний факультет Імператорського університету Святого Володимира в Києві, який закінчив у 1887 році зі ступенем кандидата університету. Наприкінці 1880-х років працював рахунковим чиновником на Кременчуцькій станції Харково-Миколаївської залізниці. У Полтавському жандармському управлінні з'явилися відомості, що у Антоконенка зберігається нелегальна література. 21 січня 1890 він був обшуканий, жандарми знайшли велику кількість забороненої народовольчої та українофільської літератури. Антоконенко був притягнутий до дізнання, на якому заявив, що частину нелегальної літератури отримав від свого товариша по гімназії Абеля Браславського ще в 1882 році, перед тим як останній емігрував до США. Другу частину отримав від В. Костецького, на момент допиту вже покійного.
Височайшим повелінням від 12 серпня 1890 року поміщений під варту на два місяці з подальшим встановленням негласного нагляду після виходу на свободу на термін, на розсуд міністра внутрішніх справ. З 27 серпня до 27 жовтня відбував ув'язнення в Кременчуцькій тюрмі. Після звільнення давав приватні уроки, також мав заняття при управлінні Харківсько-Миколаївської залізниці в Кременчуці. У наступному році переїхав до Харкова, де працював в службі руху тієї ж залізниці. Починав службу конторщиком, згодом став діловодом, а пізніше і начальником комерційного відділу. Негласний нагляд був припинений 12 березня 1893 року. Мав цивільний чин колезького секретаря.

### Бібліотечна діяльність
У 1893 році став членом Харківської громадської бібліотеки, того ж року був обраний членом правління і став скарбником бібліотеки. Займався її фінансовою діяльністю, в тому числі: веденням касової та матеріальної книг, складанням прибутково-видаткової таблиці та щорічних кошторисів на придбання періодичних видань, видавав чеки на придбання книг і матеріальні потреби.
Був членом будівельної комісії, займався її фінансовими справами. Всі витратні документи на будівництво бібліотеки були належним чином складені, що відзначила ревізійна комісія бібліотеки в своєму звіті. Обирався товаришем (заступником) голови правління бібліотеки в 1906—1907 роках. У 1915 році обирався відповідальною особою за бібліотекою .
Займався питаннями збереження фонду, його каталогізацією та формуванням. Для поповнення фонду Антоконенко збирав книжкові пожертви, купував нові видання і займався підпискою журналів. Спочатку в бібліотеці займався записом надходжень нових книг, пізніше проводив контроль бібліографічних записів на правильність і категоризував періодику. Спільно з Орестом Габелем та Ольгою Зубашевою займався передачею в інші бібліотеки старих журналів і дублікатів видань, відбирав дефектні книги для палітуркування.
Також займався каталогом бібліотеки, завідував над розділами: «Математика», «Сільське господарство» й «Технології». Працював над складанням і підготовкою до видання першого тому систематичного каталогу бібліотеки, який був відданий до друку в 1896—1897 роках. У 1900—1901 роках склав та відкоригував другий том каталогу, в який увійшли книги, що надійшли в бібліотеку з 1895 року до 1 жовтня 1900 року. Він також склав і третій том, до якого увійшли книги, що надійшли з 1901 року до 1 травня 1906 року. Але коректура над ним велася вже колективно. Крім Михайла Антоконенко, том коректували Арсеній Кадлубовский, Михайло Маслов і Валерій Патоков. Робота над томом була закінчена в 1907 році, і він включав близько 20 тисяч найменувань.
Громадська діяльність Михайла Антоконенко не обмежувалося тільки Харківською громадською бібліотекою. У 1894 році він був обраний членом Комітету 2-ї Харківської народної безкоштовної читальні Харківського товариства грамотності, на той момент ще не відкритої. Був членом Російського товариства бібліотекознавства. У 1905 році виконував обов'язки голови Комітету Товариства благоустрою селища Високий та займався питанням створення системи водопостачання селища. Мав у Високому примітний сад, в який члени Харківського товариства сільського господарства організовували екскурсії .

## Родина
Від шлюбу з Єлизаветою Михайлівною Антоконенко мав дочку Олену. З 1903 року мати і дочка були членами Харківської громадської бібліотеки, згідно з іншими даними, дочка стала членом бібліотеки в 1906 році.

## Твори
- Доклад о состоянии книжного имущества 3-го разряда Харьковской общественной библиотеки на 7 апр. 1903 // Отчет ХОБ за семнадцатый год. Прил. VII, C. XLI, XLII